# Sagi Muki
Sagi Muki (em hebraico:  שגיא אהרון מוקי; Netanya, 17 de maio de 1992) é um judoca israelense.

## Carreira
Muki esteve nos Jogos Olímpicos de Verão de 2020 em Tóquio, onde conquistou a medalha de bronze no confronto por equipes mistas como representante de Israel, conjunto de judocas que derrotou o time russo. Ele também consagrou-se campeão mundial no Campeonato de Judô de 2019 na disputa de peso meio-médio masculino.